# العقلة (ردمان)

تعديل مصدري - تعديل

العقلة هي إحدى قرى عزلة الاغوال العلياء بمديرية ردمان التابعة لمحافظة البيضاء، بلغ تعداد سكانها 68 نسمة حسب تعداد اليمن لعام 2004.